# テラッセ納屋橋

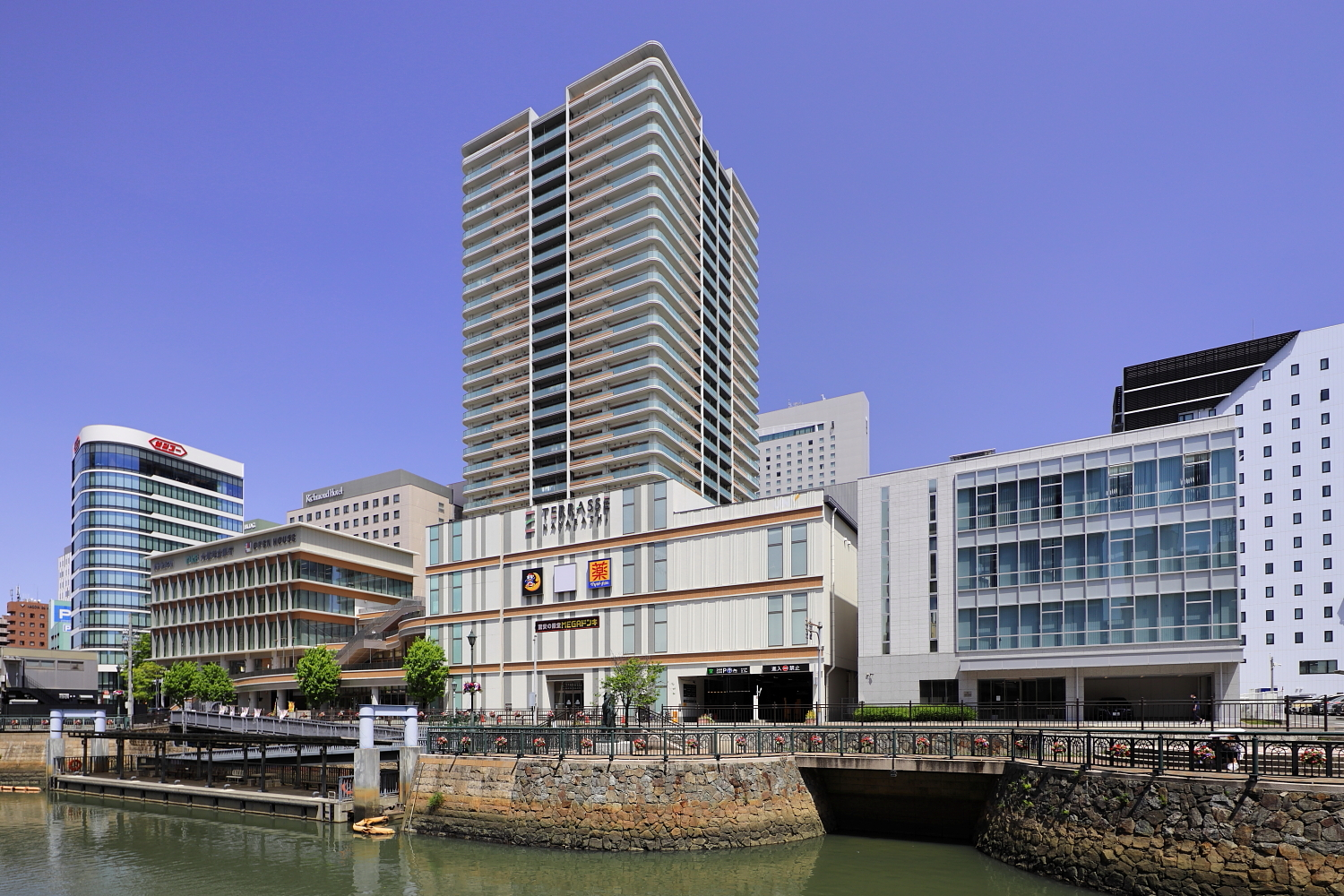
堀川右岸の南西側から望むテラッセ納屋橋

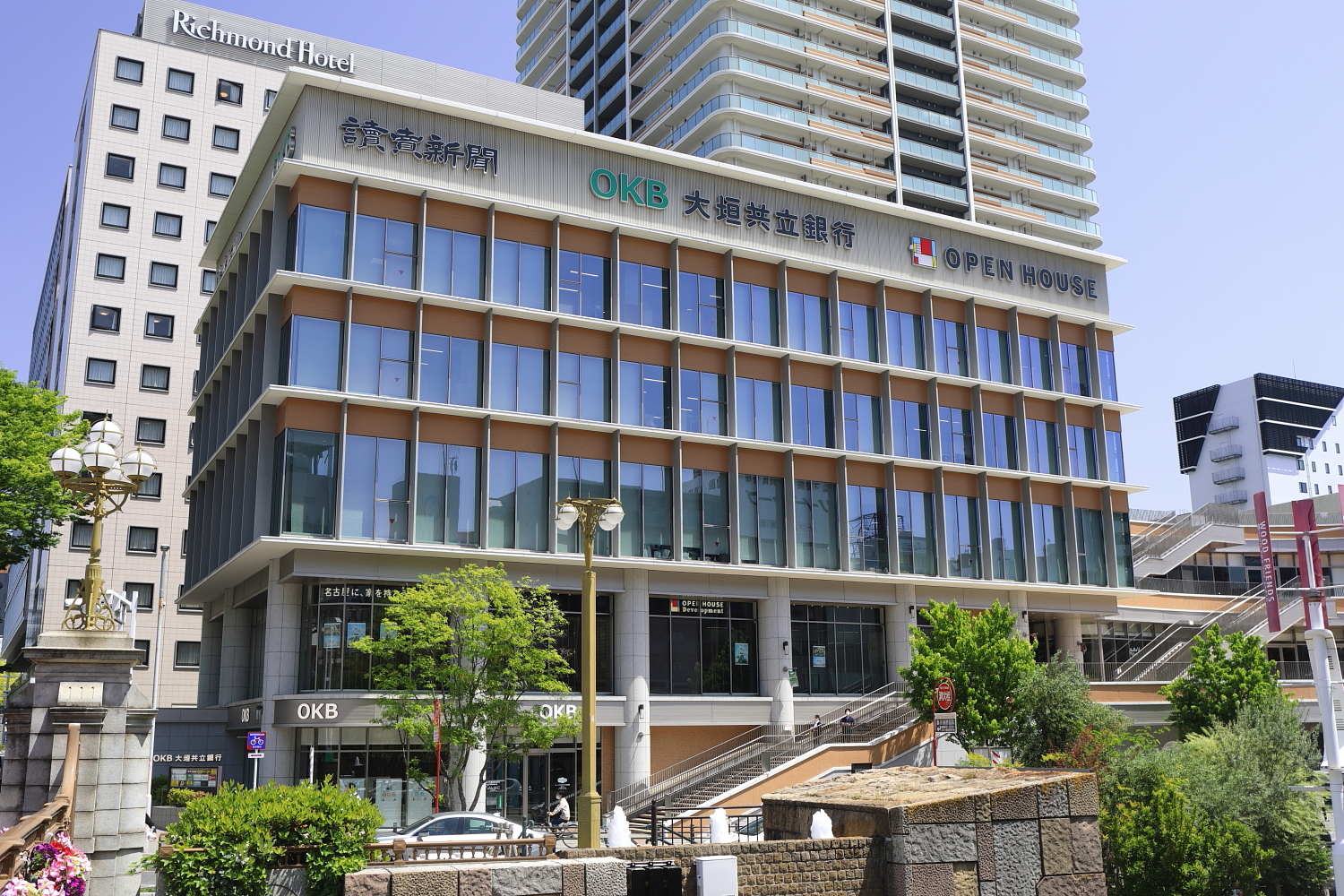
テラッセ納屋橋商業・業務棟（業務部分）

テラッセ納屋橋（テラッセなやばし）は、愛知県名古屋市中区栄に所在する再開発ビル。
プラウドタワー名古屋栄（住居棟）、商業・業務棟、業務棟で構成される。

## 概要
納屋橋東地区の再開発は、元々1988年（昭和63年）に「堀川納屋橋地区市街地再開発事業基本計画」として計画されたが、バブル崩壊の煽りをうけ計画は頓挫した。その後、1991年（平成3年）に納屋橋東地区市街地再開発準備組合が設立され、「納屋橋ルネサンスタワーズ（仮称）」として超高層ツインタワーが計画されていたが、2008年（平成20年）に発したリーマン・ショックによりこれも頓挫した。
テラッセ納屋橋は2010年（平成22年）10月、納屋橋東地区市街地再開発準備組合がUR都市機構に計画の見直しを依頼したもので、2014年（平成26年）3月に都市計画の変更・納屋橋東地区市街地再開発組合の設立を経て、2015年（平成27年）3月に着工。2017年（平成29年）9月29日には、商業施設がオープンし、全面開業となった。
なお、名称のテラッセとはテラスのフランス語読みである。

## 施設
外装は広小路通（愛知県道60号名古屋長久手線）を挟み北側にある旧加藤商会ビル（国の登録有形文化財）の意匠や色彩を取り込んだもの。

### プラウドタワー名古屋栄（住居棟）
29階建て高さ98.95m、総戸数347戸の分譲タワーマンション。

### 商業・業務棟

#### 商業部分
- MEGAドン・キホーテUNY納屋橋店
  - ユニーが運営する「ラ フーズコア納屋橋店」と、UDリテールが運営する「ドン・キホーテ納屋橋店」を統合のうえ、2020年3月24日に再開店。
- マツモトキヨシテラッセ納屋橋店
- メガロステラッセ納屋橋店

過去のテナント
- Style Factory テラッセ納屋橋店（2017年9月29日開店[10]、2019年6月30日閉店[11]）
  - 「Style Factory」はホームセンター運営企業「カインズ」の展開する都市型店舗で、当店の運営はカインズと提携下にある株式会社大都が行っていた[10]。
  - 跡地には、UDリテールが運営する「ドン・キホーテ納屋橋店」が出店した[11]。
- ラ フーズコア納屋橋店（2017年9月29日開店[12]、2020年2月17日一時閉店[13]）
  - ドン・キホーテ納屋橋店と統合の上、2020年3月24日にUDリテール運営の『MEGAドン・キホーテUNY納屋橋店』として再開店したため、ユニーが運営する直営店（ラ フーズコア）としては撤退した。
- ドン・キホーテ納屋橋店（2019年11月1日開店[14][11]、2020年3月一時閉店）
  - ラ フーズコア納屋橋店と統合の上、2020年3月24日に『MEGAドン・キホーテUNY納屋橋店』として再開店したため「ドン・キホーテ」ブランドとしては撤退した[15]。

#### 業務部分
- 読売新聞中部支社
- 大垣共立銀行テラッセ納屋橋支店
- オープンハウス・ディベロップメント 名古屋マンションギャラリー

### 業務棟
- 中京海運本社

## 所在地
- 愛知県名古屋市中区栄1-2-19（北緯35度10分01.1秒 東経136度53分34.6秒 / 北緯35.166972度 東経136.892944度座標: 北緯35度10分01.1秒 東経136度53分34.6秒 / 北緯35.166972度 東経136.892944度）
  - 名古屋市営地下鉄東山線・鶴舞線 伏見駅から徒歩で約5分。
  - 名古屋市営バス・名鉄バス「納屋橋」バス停から徒歩で約2分。